# Mammillaria kraehenbuehlii
Mammillaria kraehenbuehlii är en kaktusväxtart som först beskrevs av Krainz, och fick sitt nu gällande namn av Krainz. Mammillaria kraehenbuehlii ingår i släktet Mammillaria och familjen kaktusväxter. Inga underarter finns listade i Catalogue of Life.

## Bildgalleri

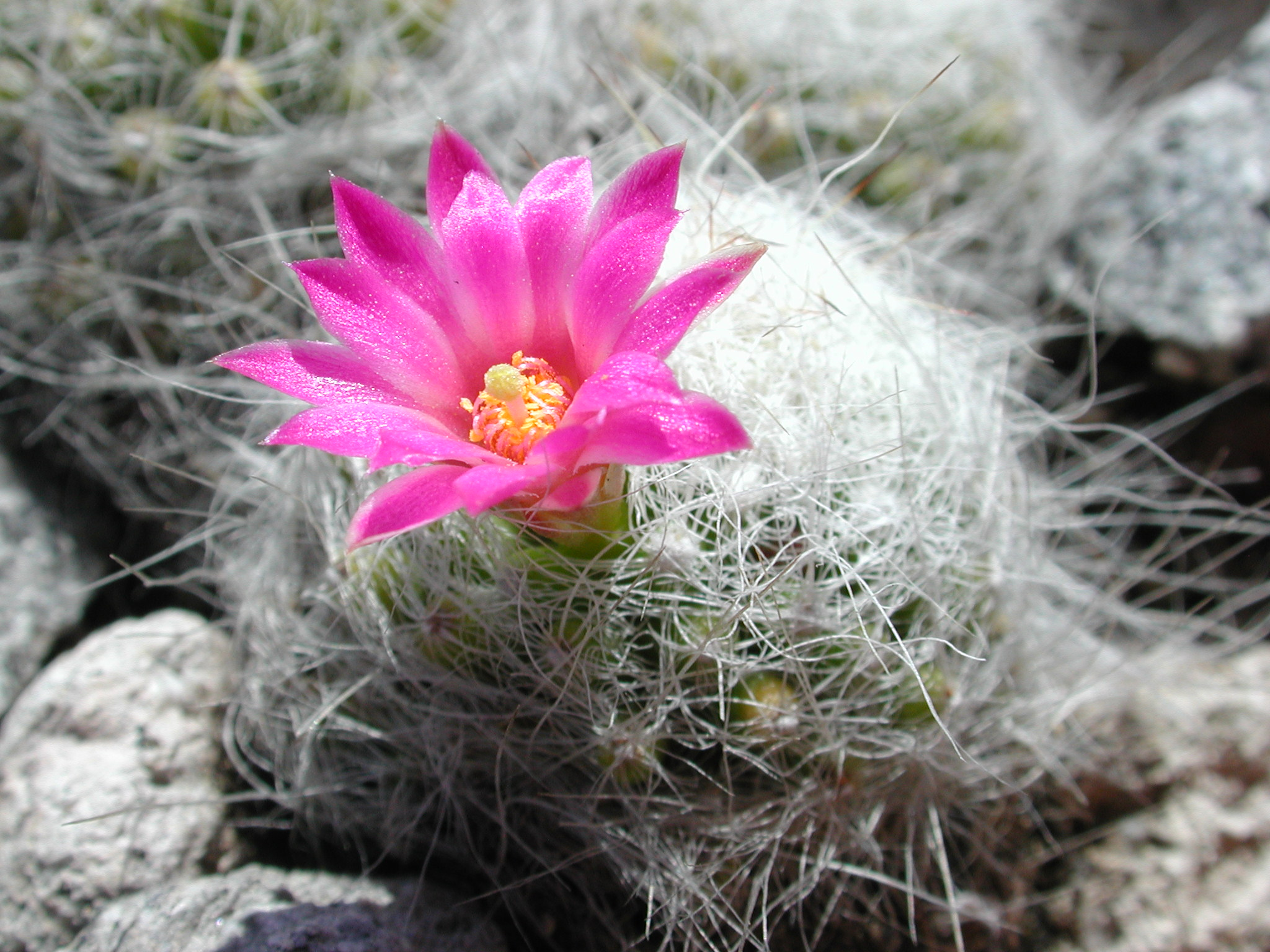
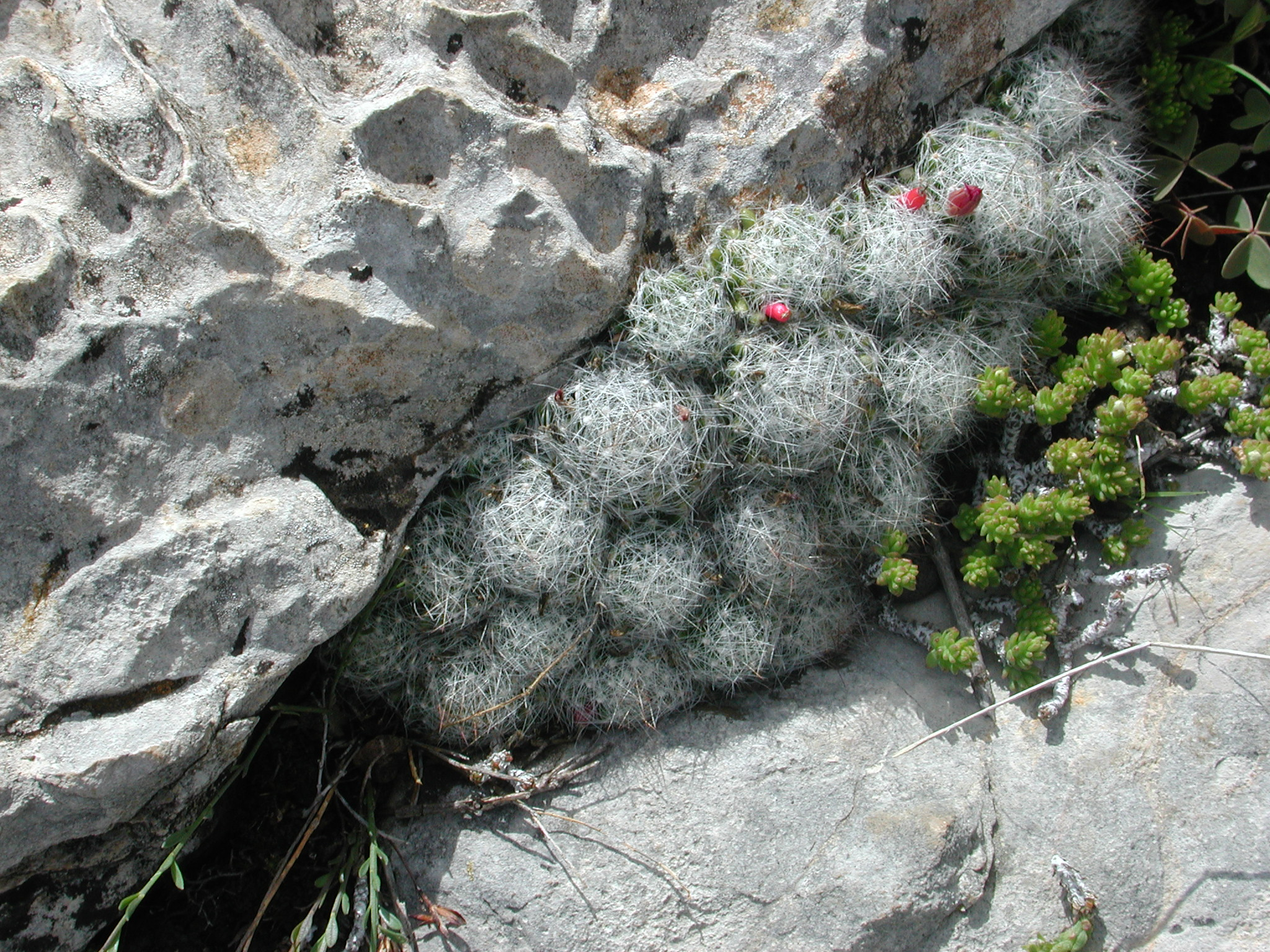
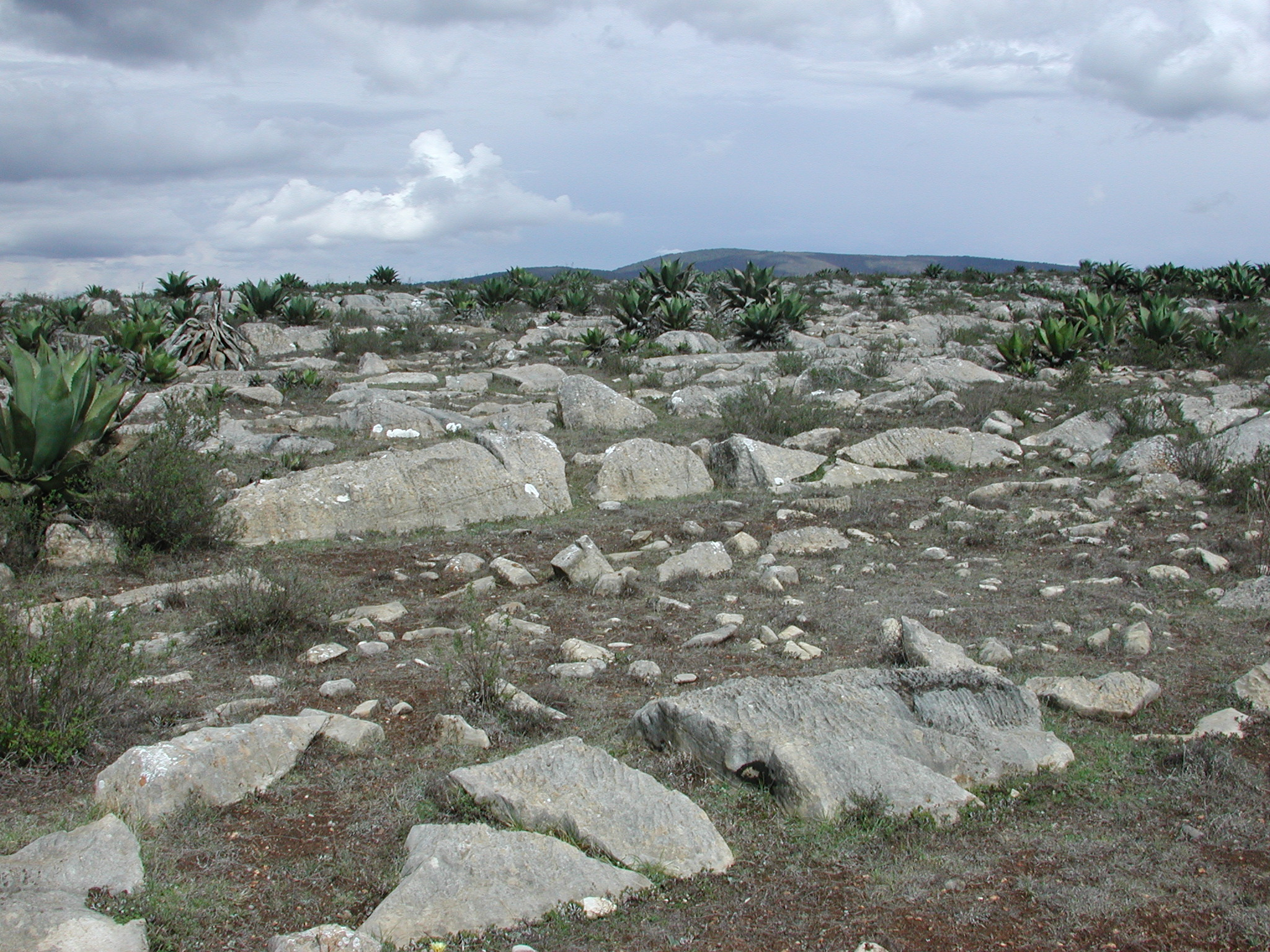